# Hitopadesha

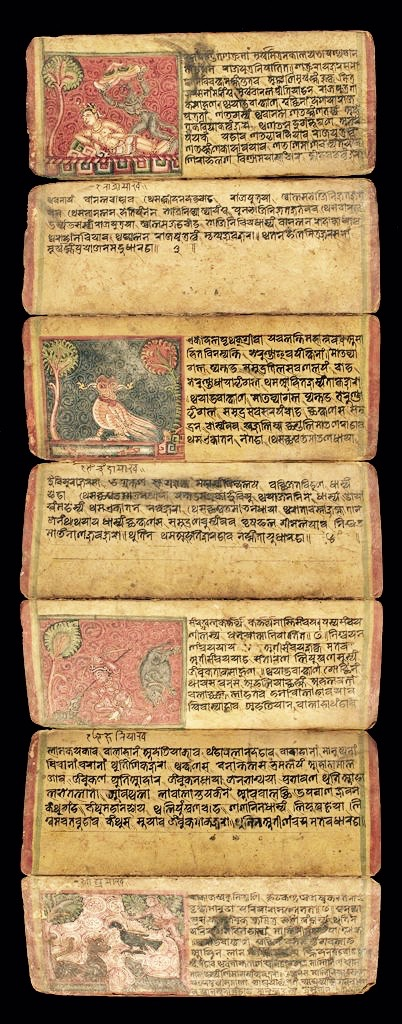
Nepalees manuscript van de Hitopadesha, ca. 1800

Hitopadesha (Sanskriet: हितोपदेशः, IAST: Hitopadeśa) is een Indiase tekst in het Sanskriet bestaande uit een collectie fabels waarin mensen en antropomorfe dieren optreden. De titel valt te vertalen als Nuttige raadgevingen of Vriendelijk onderricht. De kortste versie telt 655 regels en de langste 749.

## Inhoud
De tekst, in proza en vers, bestaat uit een inleiding en vier boeken:
- Mitralabha (hoe men vrienden krijgt)
- Suhr dbheda (hoe men vrienden kwijt raakt)
- Vigraha (hoe men oorlog krijgt)
- Saṁdhi (hoe men vrede maakt)

Hij bevat 42 fabels met een filosofisch-morele strekking binnen een raamvertelling die geregeld wordt onderbroken voor illustratieve zijsprongen. Hoofdlijn is de brahmaan Viṣṇuśarman die onderricht geeft aan de zonen van koning Sudraśana van Pāṭaliputra (het huidige Patna). De verhalen zijn doorspekt met maximes, wijsheidsspreuken en politiek advies. De Hitopadesha behoort tot de nīti-literatuur, die tot doel had zonen van koningen en aristocraten te onderrichten in moraal, politiek en etiquette. De auteur wil de jongeren ook vloeiend Sanskriet bijbrengen en doet dat in een eenvoudige en elegante taal.

## Geschiedenis
Vermoedelijk dateert de Hitopadesha in zijn huidige vorm uit de twaalfde eeuw en moet de eerste versie van Narayana geschreven zijn ergens tussen 800 en 950. Het oudste bewaarde handschrift komt uit Nepal en dateert uit 1373. Sinds de ontdekking ervan neemt men aan dat de auteur niet de hoofdverteller Vishnu Sharma is, maar Narayan Pandit. Deze maakt zich in de laatste regels van het Nepalese manuscript bekend als hofdichter van koning Dhawalchandra, een verder onbekende vorst die mogelijk in de Bengalen te situeren is. Narayana betuigde nadrukkelijk zijn geloof in heer Shiva. Naar inhoud en stijl is zijn tekst schatplichtig aan de antieke Pañcatantra, opgeschreven rond het jaar 300 op basis van een eeuwenoude orale overlevering. Hij erkent deze bron uitdrukkelijk en noemt ook "een ander", niet nader omschreven werk als inspiratie.

## Populariteit
Na de Bhagavad Gita is de Hitopadesha een van de meest gelezen religieuze teksten in India. De Mogolkeizer Akbar de Grote liet een Perzische versie maken van het werk door zijn vizier Abu 'l-Fazl ibn-Mubarak. In 1787 bezorgde de Brit Charles Wilkins een Engelse vertaling. Het werk is overgezet in tal van Indische, Aziatische en Europese talen.

## Nederlandse vertalingen
- De Hitopadesha. Indiase fabels uit het Sanskriet, vertaald door Gerda Staes en toegelicht door Winand M. Callewaert; illustraties Geertje Aalders. (Amsterdam University Press, 2016) ISBN 9789462981515
- Hitopadeça van Nārāyana. Spreuken en Sproken, vertaald door H.G. van der Waals, 1910